# Mercedes-Benz W123
O Mercedes-Benz W123 é uma linha de automóveis do segmento E produzidos pela fabricante alemã Mercedes-Benz de novembro de 1975 a janeiro de 1986. Os modelos W123 superaram seu antecessor, o Mercedes-Benz W114, como o modelo Mercedes de maior sucesso, vendendo 2,7 milhões de unidades antes do fim da produção, no outono de 1985, para as versões sedã e, em janeiro de 1986, para cupês e peruas.
Após um lento aumento na produção durante o primeiro ano, os clientes que fizeram seus pedidos enfrentaram um longo período de espera, de nove a doze meses. Surgiu um mercado negro para os clientes dispostos a pagar mais pela entrega imediata. O W123, pouco usado, tinha um acréscimo de cerca de 5.000 marcos alemães em relação ao seu preço de venda original.
Assim como seus antecessores, o W123 conquistou a reputação de ser bem produzido e confiável. Muitas empresas de táxi escolheram o W123, que era comum na Alemanha. Alcançar 500.000 ou 1.000.000 km com apenas pequenos problemas mecânicos era comum com os W123 usados como táxis. Ao chegar ao fim de sua vida útil, os W123 eram frequentemente enviados para a África e países do Terceiro Mundo, onde eram muito estimados por sua capacidade de trafegar em estradas irregulares e por não exigirem manutenção frequente.
A produção do W123 terminou em janeiro de 1986, com 63 modelos T finais sendo lançados. Os modelos individuais mais populares foram o 240D (455.000 unidades produzidas), o 230E (442.000 unidades produzidas) e o 200D (378.000 unidades produzidas).